# Henry Heyman
Henry Heyman (* 13. Januar 1855 in Oakland, Kalifornien; † 28. März 1924 in El Paso de Robles) war ein US-amerikanischer Geiger und Musikpädagoge.
Heyman studierte am College of California, dem Vorläufer der University of California, Literatur, bevor er nach Leipzig ging, um Musik zu studieren. Zu seinen Lehrern am Leipziger Konservatorium zählten Ferdinand David, Ernst Friedrich Richter, Engelbert Röntgen und Salomon Jadassohn. Nach dem hervorragenden Abschluss wurde er Leiter eines Streichquartetts und Soloviolinist am Hofe Friederikes von Schleswig-Holstein-Sonderburg-Glücksburg in Bernburg.
Nach seiner Rückkehr nach San Francisco gründete er ein erfolgreiches eigenes Streichquartett und gehörte zu den Gründungsmitgliedern der Philharmonic Society der Stadt. Gemeinsam mit Gustav Hinrich veranstaltete er eine Reihe von Orchesterkonzerten. Auf Konzertreisen erwarb er sich auch internationales Ansehen. Camille Saint-Saëns widmete ihm 1915 seine Élégie op. 143 für Violine und Klavier, und David Kalākaua, der letzte König von Hawaiʻi, erhob ihn 1887 in den Adelsstand und verlieh ihm den Titel Königlich Hawaiianischer Soloviolinist.
Daneben war Heyman als Violinlehrer aktiv (u. a. zählte Julius Gold zu seinen Schülern). Mehrere Jahre war er einer der Direktoren der San Francisco Art Association and School of Design.